# Předbořice (Kamberk)
Předbořice (Duits: Predboritz of Predboritz bei Karrenberg) is een Tsjechische plaats in de gemeente Kamberk, regio Midden-Bohemen, en maakt deel uit van het district Benešov. Het dorp ligt op ongeveer 2 kilometer afstand van Kamberk en op 13,5 kilometer afstand van Vlašim.
Předbořice telt 17 inwoners (2021).

## Geografie
De rivier de Blanice stroomt door het dorp.

## Geschiedenis
De eerste schriftelijke vermelding van het dorp dateert van 1420.
In 1949 werd Předbořice, samen met Kamberk, ingedeeld bij het district Benešov.

## Verkeer en vervoer

### Autowegen
Er leidt een regionale weg naar het dorp.

### Spoorlijnen
Er is geen station in (de buurt van) Předbořice.

### Buslijnen
De volgende buslijnen halteren in het dorp:
| Halte               | Lijn        | Traject                                                         | Vervoerder                           |
| ------------------- | ----------- | --------------------------------------------------------------- | ------------------------------------ |
| Kamberk, Předbořice | 453 455 750 | Tábor - Vlašim Tábor - Benešov Kamberk - Louňovice pod Blaníkem | COMETT PLUS COMETT PLUS CŠAD Benešov |

## Bezienswaardigheden
- Sint-Vojtěchkapel

## Galerij

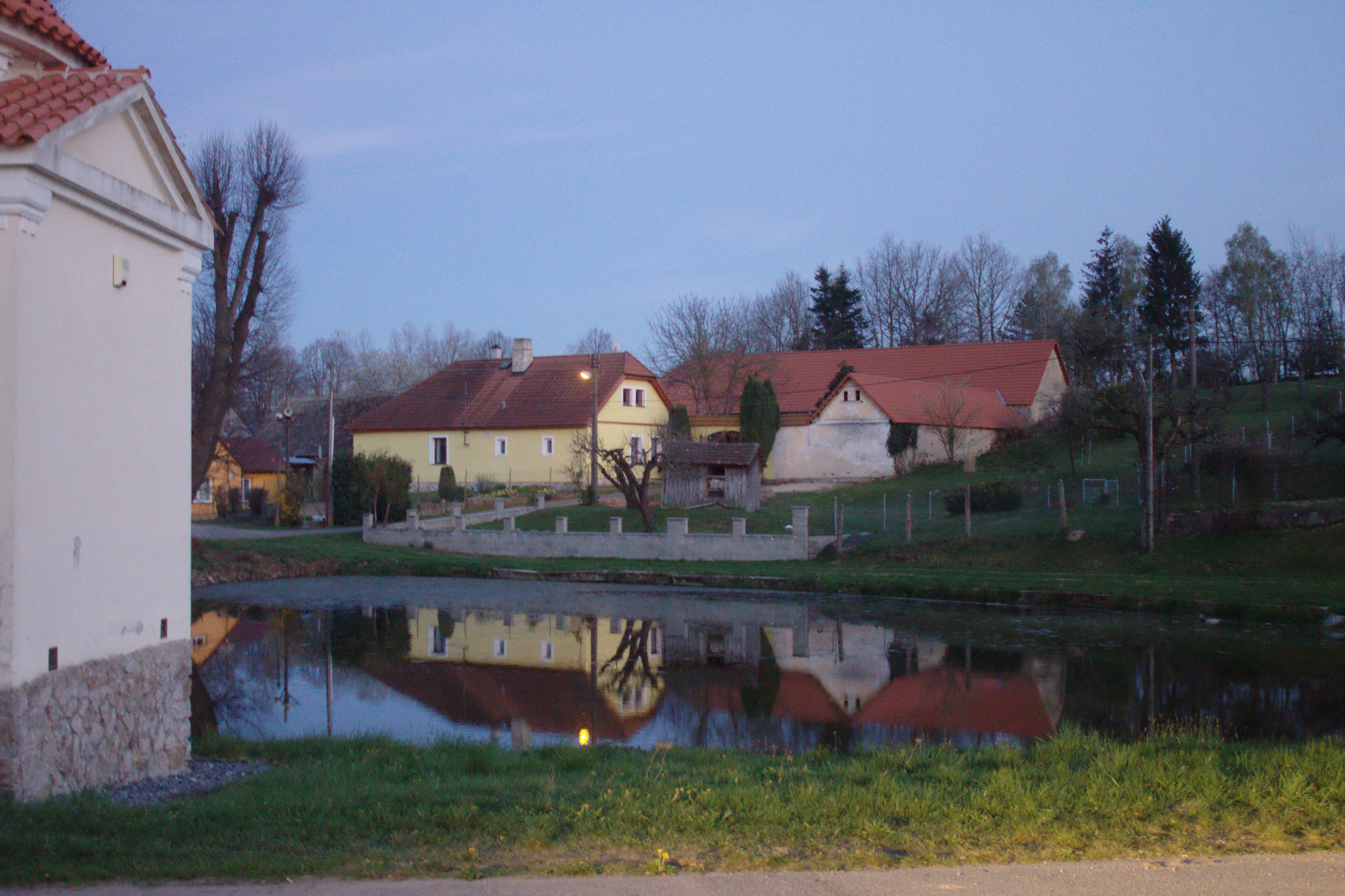
Dorpsvijver (2019)
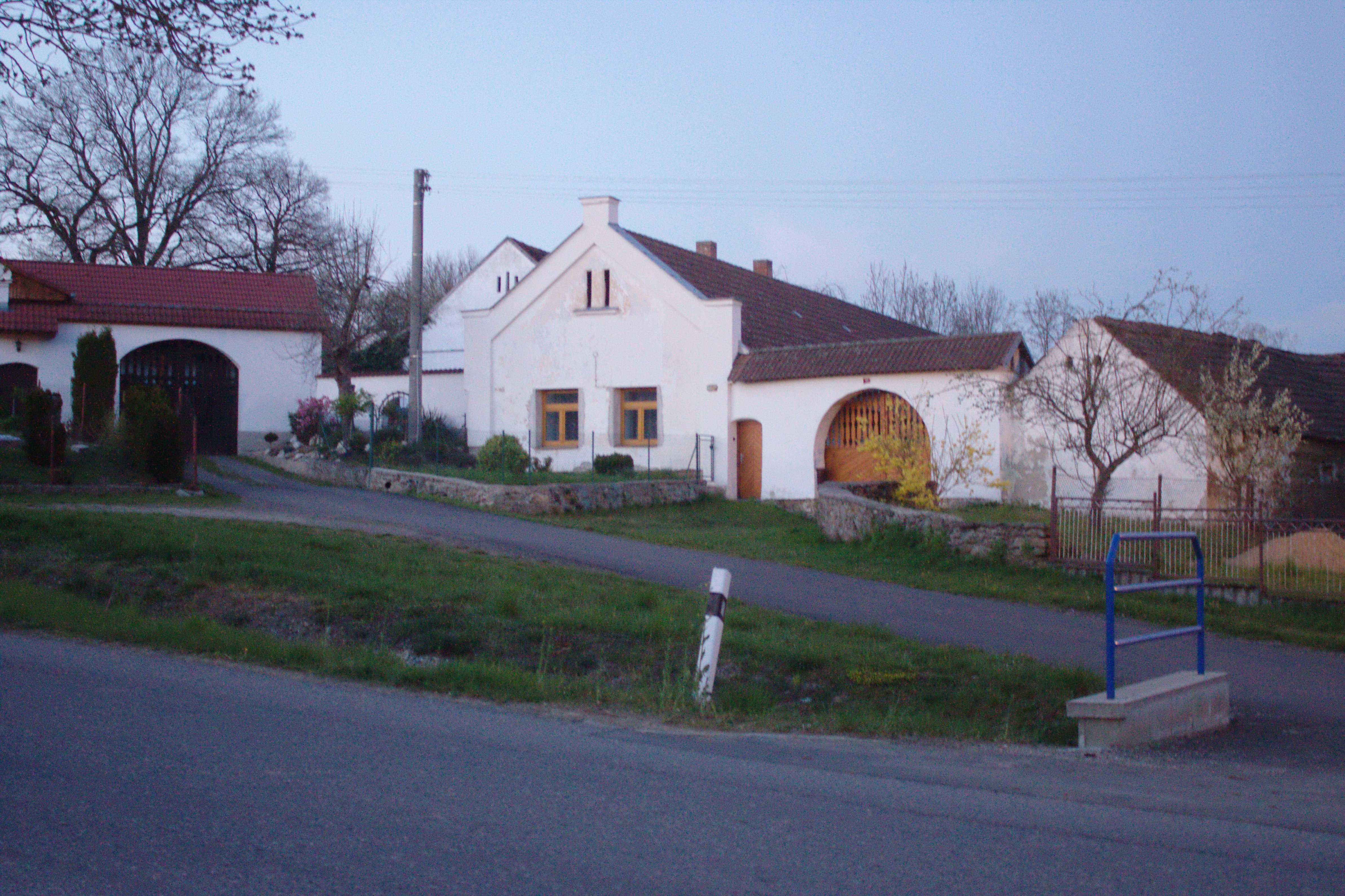
Gebouw in het dorp (2019)
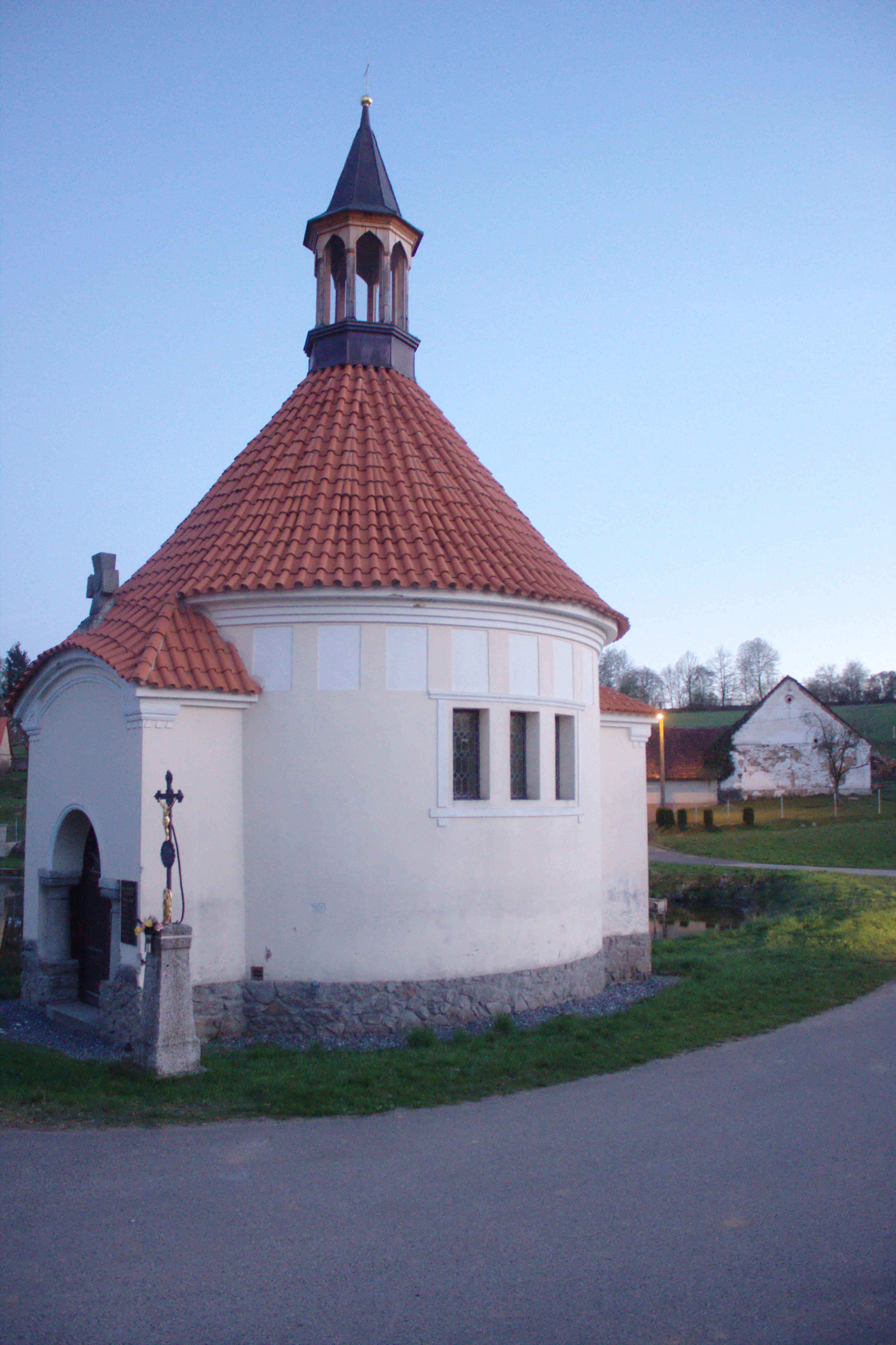
Sint-Vojtěchkapel (2019)